# Bay Shore (Míchigan)
Bay Shore es un lugar designado por el censo ubicado en el condado de Charlevoix en el estado estadounidense de Míchigan. En el Censo de 2010 tenía una población de 754 habitantes y una densidad poblacional de 179,93 personas por km².

## Geografía
Bay Shore se encuentra ubicado en las coordenadas 45°21′39″N 85°6′42″O / 45.36083, -85.11167. Según la Oficina del Censo de los Estados Unidos, Bay Shore tiene una superficie total de 4.19 km², de la cual 4.19 km² corresponden a tierra firme y (0.06%) 0 km² es agua.

## Demografía
Según el censo de 2010, había 754 personas residiendo en Bay Shore. La densidad de población era de 179,93 hab./km². De los 754 habitantes, Bay Shore estaba compuesto por el 87.27% blancos, el 0.4% eran afroamericanos, el 7.43% eran amerindios, el 0.4% eran asiáticos, el 0% eran isleños del Pacífico, el 0.13% eran de otras razas y el 4.38% pertenecían a dos o más razas. Del total de la población el 1.33% eran hispanos o latinos de cualquier raza.